# إيفيراردو هوشا
إيفيراردو هوشا (من مواليد 1 أكتوبر 1951) عالم أنثروبولوجيا برازيلي مُكرس لدراسة الاستهلاك والإعلان والثقافة البرازيلية. حصل على الدكتوراه في الأنثروبولوجيا الاجتماعية من المتحف الوطني للبرازيل في الجامعة الفيدرالية في ريو دي جانيرو في عام 1989. وهو أستاذ في قسم الاتصالات وبرنامج الدراسات العليا في الجامعة البابوية الكاثوليكية في ريو دي جانيرو، حيث قام بالتدريس منذ عام 1976.
يعبّر إيفيراردو هوشا في أعماله عن وجهات نظر من مجالات الأنثروبولوجيا والاتصالات. تمت الإشارة إليه كواحد من أوائل علماء الأنثروبولوجيا في البرازيل لتركيز أبحاثهم على الاستهلاك.
منذ الثمانينيات ساهم في توحيد وتوسيع الدراسات في أنثروبولوجيا الاستهلاك. نُشر لأول مرة في عام 1985 كتابه بعنوان السحر والرأسمالية، معروف بتحفيز تطوير البحث حول الاستهلاك من منظور أنثروبولوجي في الأوساط الأكاديمية البرازيلية.
يستكشف عمل إيفيراردو هوشا الإعلان والاستهلاك كظواهر مشابهة لنظام التصنيف المعروف باسم الطوطمية، كما درسها كلود ليفي شتراوس. ومن ثم فهو يقترح أن التمثيلات الاستهلاكية والإعلانية هي مساحات مركزية للتعبير عن الفكر السحري وتجربته في الثقافات الحضرية المعاصرة. وفقًا لروبرتو داماتا فإن مساهمة إيفراردو هوشا «تتميز بتحقيق ذكي وحازم للعالم الحديث باعتباره هيكلًا عملاقًا للاستهلاك والسحر والإقناع الأيديولوجي و (...) الأحلام».
علاوة على ذلك ساهم هوشا في دراسات في الأنثروبولوجيا الاجتماعية والثقافة البرازيلية.